# San Juan Island
San Juan Island ist mit einer Landfläche von 142,59 km² nach Orcas Island die zweitgrößte Insel der San Juan Islands, einer Inselgruppe am Eingang des Puget Sound im US-Bundesstaat Washington. Auf San Juan Island liegen 31 Teilflächen vom 2013 ausgewiesenen San Juan Islands National Monument.

## Fakten zur Insel
Die Bevölkerungszahl wurde bei der Volkszählung des Jahres 2000 mit 6822 angegeben. Größte Siedlung mit etwa 2000 Einwohnern ist Friday Harbor. Der Ort ist zugleich Sitz der Gemeindeverwaltung. Das bedeutende Meeresforschungsinstitut der Friday Harbor Laboratories hat hier seinen Sitz, ebenso die Umweltschutzorganisation Sea Shepherd Conservation Society. In Friday Harbor befindet sich ein Anlegeplatz für die Fähren zum amerikanischen Festland, der von den Schiffen der Washington State Ferries bedient wird. Im Norden der Insel, in Roche Harbor, befindet sich ein kleiner Flugplatz.
Vier große Binnenseen (Trout Lake, Sportsman Lake, Zylstra Lake, Briggs Pond) mit einer Gesamtfläche etwa 900.000 m² sind über die Insel verteilt.
Tourismus spielt eine gewichtige Rolle (z. B. Walbeobachtung, Motorbootfahren und Kajakfahren). Pflanzen- und Tierbestimmungspfade sowie rekonstruierte Bauwerke, Schmuckgärten und Ähnliches zeigen den Lebensstil der Region und der Geschichte der europäischen Einwanderer. In der Hochsaison finden Kostümfeste mit historischer Kleidung statt. Ferner sind hier viele landwirtschaftliche Betriebe angesiedelt. 
Auf San Juan erscheinen die Lokalzeitungen Journal of the San Juans, The Island's Sounder und The Island's Weekly.

## Geschichte
Die Inseln gehörten vor Ankunft der ersten Europäer zum Siedlungsgebiet der Küsten-Salish. Sie wanderten im Gefolge der Jahreszeiten innerhalb ihrer jeweiligen Gebiete, bewohnten ihre Dörfer also nur jeweils in der kalten Jahreszeit. Die Lummi siedelten auf den Inseln und legten auf Inseln wie Orcas Island, Lummi Island und Fidalgo Island, aber auch auf San Juan Island Riffnetze aus. Auf San Juan Island bestehen zwei archäologische Fundstätten, nämlich Cattle Point und English Camp (zeitweise British Camp genannt). Cattle Point wurde bereits 1946/47 ausgegraben, 1948 fand eine zweite Grabung statt. Zwar fanden 1950 studentische Schulungsgrabungen an der zweiten Fundstätte statt, doch eine Ausgrabung erfolgte erst 1970 bis 1972, eine weitere folgte 1983 bis 1991. Die ältesten Funde am Cattle Point reichen bis in die Cascade-Phase zurück, die die Zeit zwischen 7500 und 2500 v. Chr. umfasst. Um 3000 v. Chr. stabilisierte sich der nacheiszeitliche Meeresspiegel, so dass Artefakte aus dieser Zeit nicht durch Unterwasserarchäologen geborgen werden müssen. Cattle Point lag demnach nicht an der Küste und wurde daher nicht dauerhaft genutzt, sondern nur zeitweise aufgesucht. Dieser frühesten Phase folgten die St. Mungo-, Mayne- und Locarno-Beach-Phase, in denen zahlreiche Muscheln und Fischgräten kennzeichnen sind, die 1974 auf die Zeit um 500 bis 300 v. Chr. datiert werden konnten. Außerdem tauchen andere Werkzeuge auf, wie steinerne Projektilspitzen. Diese seitwärts eingekerbten Spitzen wurden in einem langen Prozess von dreieckigen oder lanzettförmigen abgelöst. Sie gehörten zu Pfeil und Bogen. Die Riesen-Lebensbäume, die so kennzeichnend für den Gemäßigten Regenwald in der Region sind, erschienen erst um 2000 v. Chr. Damit dürfte sich die Kultur grundlegend verändert haben, denn erst diese Bäume gestatteten den Bau der markanten Plankenhäuser, ein Prozess, der allerdings rund 1500 Jahre in Anspruch nahm. In dieser Marpole-Phase (500 v. bis 500 n. Chr.) entstanden die Charakteristika der lokalen Küsten-Salish-Kultur. In der sich anschließenden San-Juan-Phase (etwa 500 bis 900) wurden Werkzeuge zur Holzbearbeitung und Holzwerkzeuge vorherrschend. Neben den Meerestieren spielten Beeren eine wichtige Rolle, insbesondere im Winter, für den umfangreiche Vorräte angelegt wurden. Relativ spät scheint der Lachsfang hinzugekommen zu sein, der im Meer erheblich schwieriger ist, als in den Flüssen. Dazu wurden Riffnetze genutzt, die über ein kompliziertes Sicherungssystem mittels zweiter Kanus die auf dem Laichzug befindlichen Fische abfingen.  
Schon der erste Kontakt mit Europäern führte auf dem Festland ab den späten 1770er Jahren zu Pocken-Epidemien. In den folgenden Jahrzehnten siedelten sie auf der Flucht vor den Pocken und plündernden Stämmen aus British Columbia auf das benachbarte Festland über. Andere Stämme, wie die Swallah, die möglicherweise auf der Ostseite der Insel lebten, verschwanden. Zahlreiche andere Stämme steuerten mit ihren hochseetüchtigen Kanus die Insel zum Fischfang an, wie etwa die Songhees, die im Gebiet des heutigen Victoria, der Provinzhauptstadt lebten.
Der Name der Insel geht auf eine Expedition des spanischen Kapitäns Francisco de Eliza zurück, der die gesamte Inselgruppe „Isla y Archipelago de San Juan“ nannte. Einer seiner Offiziere, Gonzalo López de Haro, war der erste Europäer, der San Juan Island betrat. Nach ihm ist die Haro Strait benannt, die San Juan Island von Vancouver Island trennt.
Der amerikanische Entdecker Charles Wilkes benannte 1841 die Insel in „Rodgers Island“, doch setzte sich der Name nicht durch. Da die San Juan Islands  von den Briten beansprucht wurden, verschwanden hier bis auf wenige Ausnahmen die patriotischen amerikanischen Namen, die Wilkes vergeben hatte, zugunsten der ursprünglichen spanischen Namen. Die Hudson’s Bay Company errichtete hier eine Farm namens Belle Vue beim späteren American Camp, eine Stelle, die die Briten Cattle Point nannten, die Lummi Who-shung-ing. 

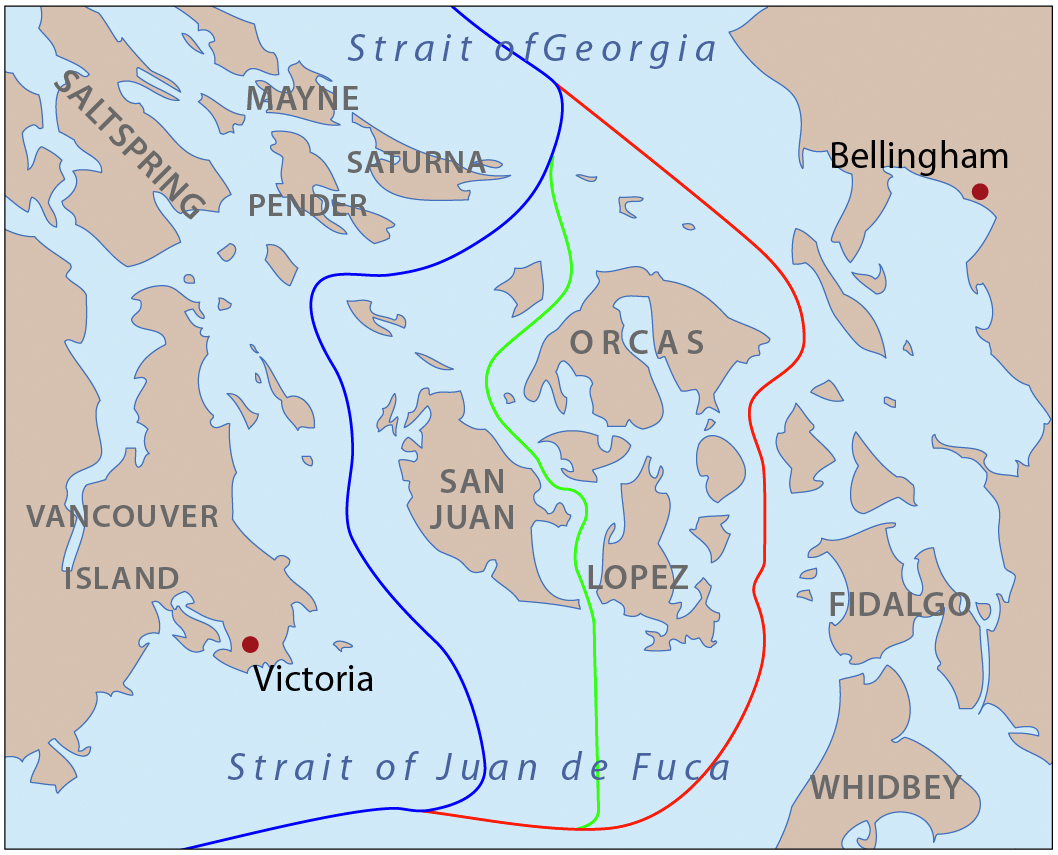
Grenzforderungen der USA (blau), Großbritanniens (rot) und die als Kompromiss vorgeschlagene Grenze (grün)

Im Oregon-Kompromiss von 1846, der den 49. Breitengrad zur Grenze zwischen den USA und dem britischen Territorium machte, war die Zugehörigkeit der San Juan Islands nicht geklärt. Dies führte 1859 zum so genannten Schweinekonflikt um den Verlauf der Grenze im Bereich des Archipels. Ein von einem US-Amerikaner erschossenes (britisches) Schwein war das einzige Opfer des Konfliktes. Endgültig beigelegt wurde der Grenzstreit 1872, nachdem Kaiser Wilhelm I. um Vermittlung gebeten worden war.

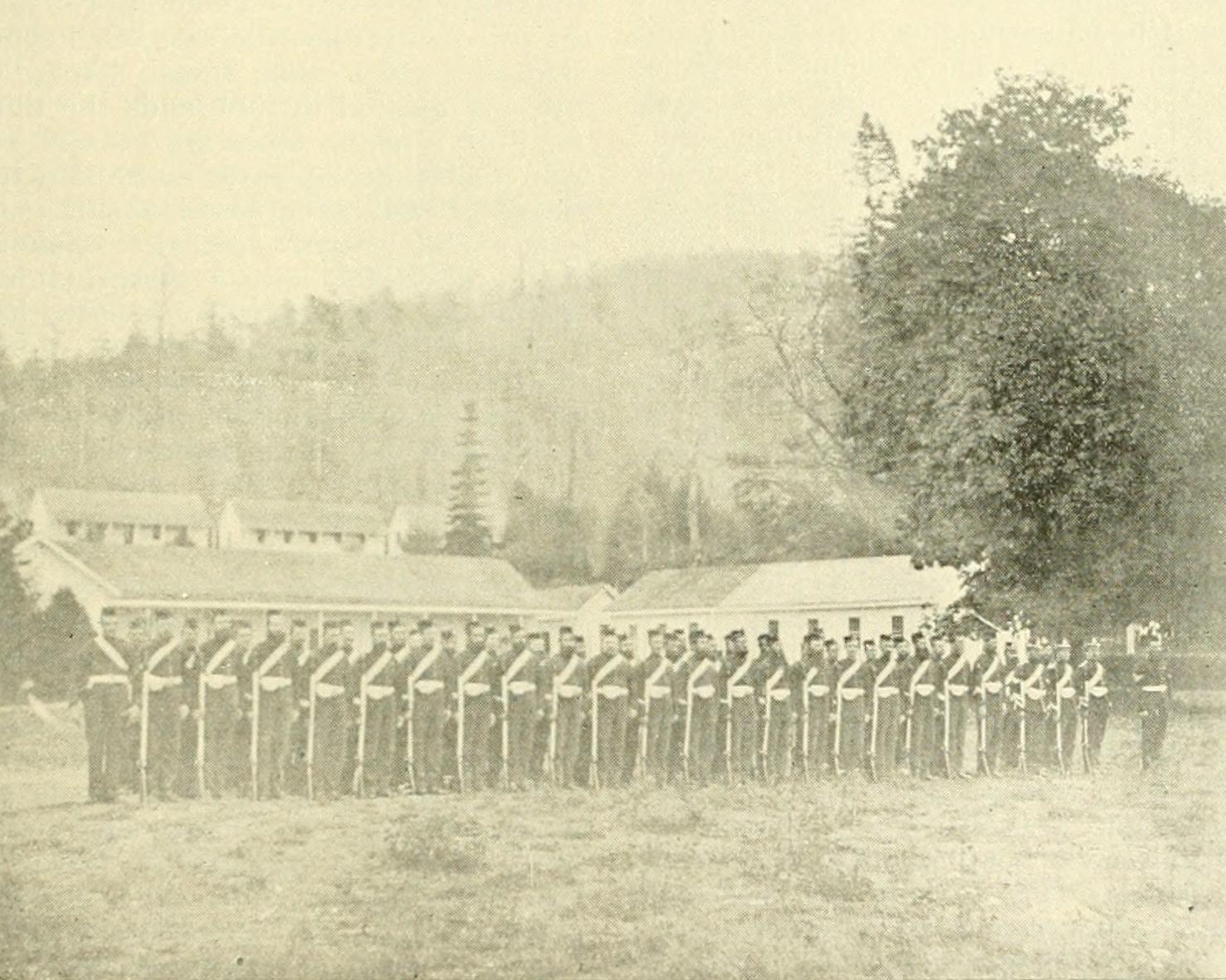
Britische Truppen verließen 1872 San Juan Island

San Juan Island ist nach diesem Konflikt auch als „Pig War Island“ (dt. „Schweinekrieginsel“) bekannt. Aus dieser Zeit sind noch britische und US-amerikanische Militärlager vorhanden, die sich jeweils an den anderen Enden der Insel befinden (San Juan National Historical Park). Hier wird an den „Schweinekonflikt“ erinnert.
1873 wurde Friday Harbour zum Sitz des Countys erhoben. 
Im Juni 1904 fanden die ersten Feldstudien unter Leitung der Professoren Trevor Kincaid (Zoologie, 1872–1970) und Theodore C. Frye (Botanik) statt. Diese informellen Treffen mündeten in die Gründung der Friday Harbor Laboratories (FHL), die zur University of Washington gehören.

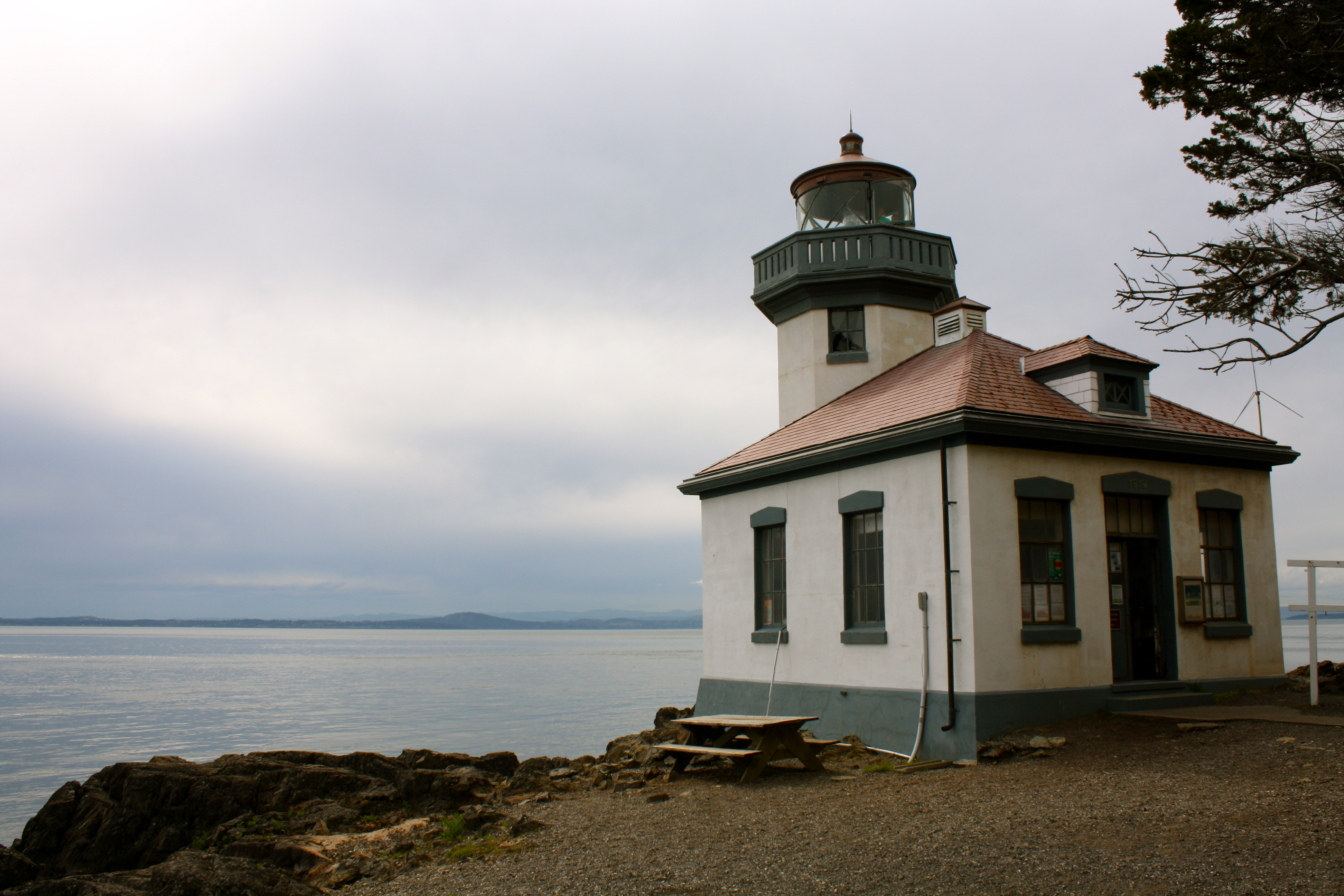
Lime Kiln Lighthouse

1919 entstand als erster Leuchtturm die Lime Kiln Light Station an der Dead Man’s Bay im Westen. 1935 folgte das Cattle Point Lighthouse in der Cattle Point Interpretive Area nahe bei American Camp, im Südosten der Insel. Neben zwei weiteren Leuchttürmen auf Patos und Stuart Island sollten sie die gefährliche Inselstrecke zwischen der Juan de Fuca Strait und dem Puget Sound sicherer machen. Bereits 1888 war am Cattle Point ein einfaches Leuchtfeuer entstanden, das von dem Soldaten George Jakle gehütet wurde.